# Werner Gmeiner
Werner Gmeiner (* 24. Juli 1957 in Gelsenkirchen; † 12. Mai 2020) war ein deutscher Fußballspieler.

## Sportlicher Werdegang
Gmeiner begann seine Karriere beim SC Hassel, den der Abwehrspieler 1979 in Richtung der in der Oberliga Westfalen antretenden SpVgg Erkenschwick verließ. In der Spielzeit 1979/80 wurde er mit der Mannschaft Drittligameister an der Seite von unter anderem Gisbert Horsthemke, Gisbert Paus, Hans-Jürgen Wittkamp und Sönke Wortmann und stieg mit ihr in die 2. Bundesliga Nord auf. Mit dem Aufsteiger gewann er in der Spielzeit 1980/81 nur sieben Ligaspiele und stieg direkt wieder ab, als Dauerbrenner mit 36 Ligaeinsätzen hatte er jedoch auf sich aufmerksam gemacht und schloss sich dem VfL Osnabrück an, der die Qualifikation zur eingleisigen 2. Bundesliga geschafft hatte. Unter den Trainern Bernd Hoss und Carl-Heinz Rühl gehörte er in den beiden folgenden Jahren zur Stammmannschaft, die sich im mittleren Tabellenbereich platzierte.
1983 wechselte Gmeiner zum westfälischen Oberligisten ASC Schöppingen. Unter Trainer Klaus Hilpert, der 1984 den Spielertrainer Hans-Werner Moors beerbte, wurde die erfolgreichste Phase der Vereinsgeschichte eingeläutet. In der Spielzeit 1985/86 wurde die Mannschaft mit vier Punkten Vorsprung auf den TuS Paderborn-Neuhaus Westfalenmeister und qualifizierte sich damit für die Aufstiegsrunde zur 2. Bundesliga. Gmeiner lief dort in allen acht Partien auf, nach drei Punkten aus den ersten drei Spielen gelang jedoch kein Punktgewinn mehr. Gmeiner kehrte anschließend zum Ligakonkurrenten SpVgg Erkenschwick zurück, wo er als Mannschaftskapitän den Klub in der Spielzeit 1986/87 zur Meisterschaft und in die ebenso erfolglos gestaltete Aufstiegsrunde führte. Zumindest gelang durch einen 2:1-Finalsieg über Preußen Münster, zu dem er neben Rainer Urban einen Treffer beisteuerte, mit dem Gewinn des Westfalenpokals das Double. Später war er auch als Spielertrainer für den Klub aktiv, ehe er Anfang der 1990er Jahre seine aktive Laufbahn beendete.